# مالدا، هند
مالدا (به انگلیسی: Malda) یک منطقهٔ مسکونی در هند است که در Malda Sadar subdivision واقع شده‌است. مالدا ۱۳٫۲۵ کیلومتر مربع مساحت و ۲۱۶٬۰۸۳ نفر جمعیت دارد و ۱۷ متر بالاتر از سطح دریا واقع شده‌است.